# 伊利亞·穆羅梅茨
伊利亞·穆羅梅茨是以基辅罗斯为背景的壮士歌中的博加特耶尔，常与伙伴多布雷尼亚·尼基季奇和阿辽沙·波波维奇一同出现。俄罗斯一战时期飞机伊利亚·穆罗梅茨以他的名字命名。